# École d'Aquitaine (mosaïque)
L' École d'Aquitaine désigne un courant stylistique d'ateliers itinérants de fabrication de mosaïque, dont le centre régional se situe en Gaule aquitaine à partir du IVe siècle.

## Historique
Cette école stylistique de mosaïque se caractérise par la spécificité régionale comportant un quadrillage déterminant des cases contenant un motif végétal stylisé, ou plus rarement un solide évidé sur fond noir produisant un effet de volume. Les décors restent dans des canevas géométriques, mais ils sont bien caractérisés par des éléments spécifiques comme les ondes, puis plus tardivement viennent les motifs végétaux, comme les rinceaux de vigne, de lierre ou d'acanthe.
Puis viendront des compositions originales comme la Mosaïque aux arbres fruitiers et aux lys (420-440) de Séviac, ou encore la Mosaïque à la vigne, représentatives de cette école régionale qui a tout de même subi les influences extérieures, notamment celles de l'École d'Afrique.
Les matériaux employés sont les marbres pyrénéens, roches dont l'ophite pour sa couleur verte, terre cuite, pâte de verre pour la polychromie des décors de mosaïque.

## Sites comportant des mosaïques de l'École d'Aquitaine
- Aubagnan : villa gallo-romaine.

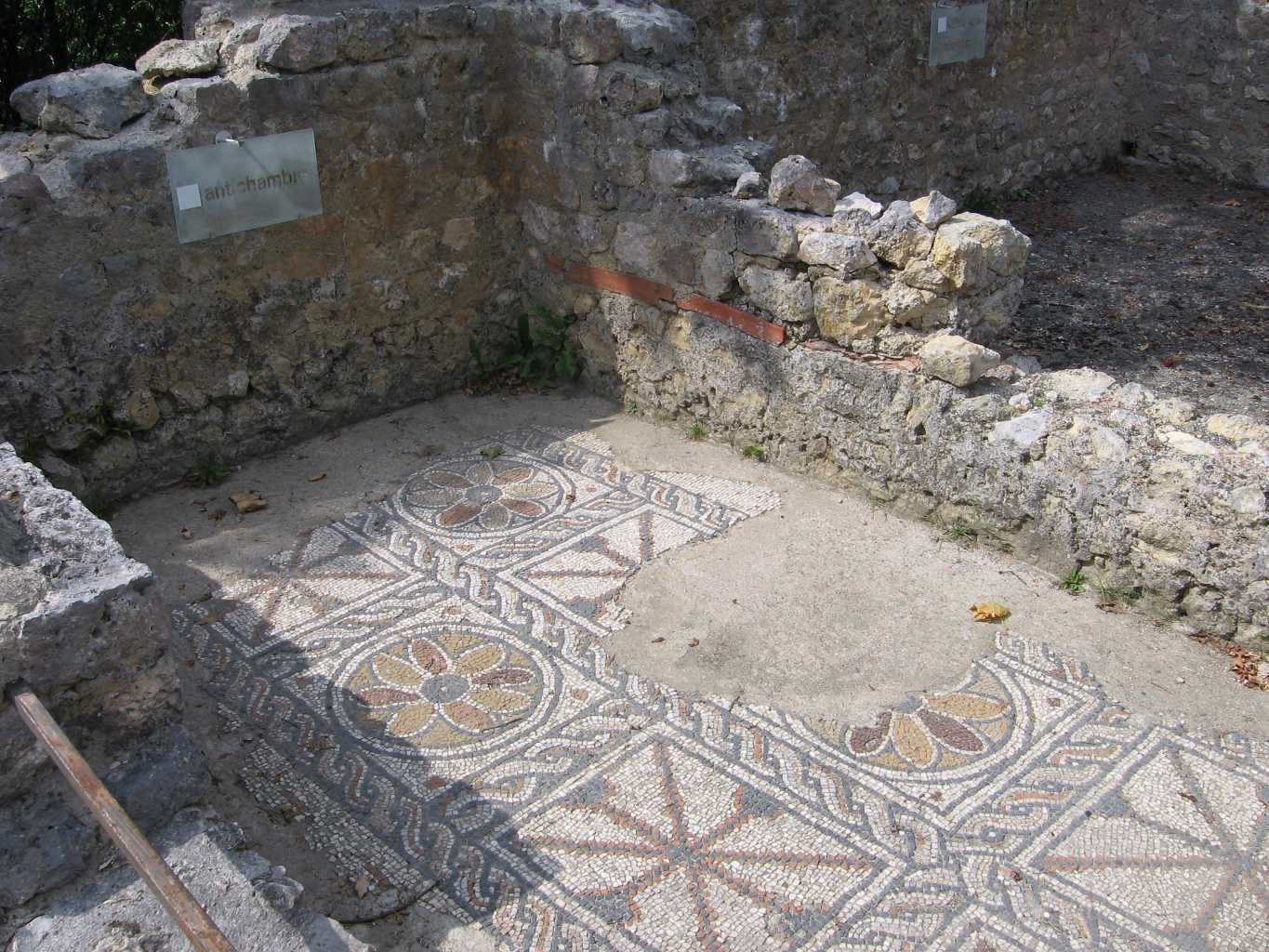
Mosaïque d'une antichambre de la villa gallo-romaine de Montmaurin.

- Brocas : villa gallo-romaine. Lors de travaux menés en 1840 dans un pré, sur le bord de l'Estrigon à proximité de l’étang et des anciennes forges, une mosaïque a été découverte et marque probablement l’emplacement des vestiges d'une villa romaine. La mosaïque est décrite dans une lettre envoyée le 12 novembre 1841, par le capitaine d'artillerie V. Brongniart à Raoul Rochette[2], secrétaire perpétuel de l'Académie des beaux-arts. Composée de marbres blanc, bleu et jaune et de briques rouge pâle et rouge brun, mesurant 3,10 × 3,50 m environ, composée de pierres d'un centimètre cube. L'endroit est désormais le lieu-dit nommé Pré de la mosaïque[3],[4].
- Brossac : villa gallo-romaine de la Coue d'Auzenat.
- Eauze : La Domus aux Laurier[5]. En 2012, lors de l'aménagement du site de la Domus de Cieutat, une mosaïque, dite "mosaïque aux lauriers" est découverte. Cette mosaïque se situe dans une domus encore non-fouillée à côté de la Domus de Cieutat, dans la même insula. Elle a été protégée puis recouverte dans l'attente d'une fouille programmée.
- Fount de Rome : villa gallo-romaine de Fleury.
- Gaujacq : villa gallo-romaine de Craoustes d’Herm. Des murs romains étaient encore visibles au XIXe siècle. S’y dirigeait un réseau d’adduction d’eau dont les traces ont été relevées au lieu-dit Loste (canalisation en tuile romaine) et au lieu-dit Balansan. Selon les chroniques de la cité et du diocèse d'Acqs de A. Dompnier de Sauviac (1874), on y aurait découvert des substructions très importantes et les restes d'une petite basilique avec son abside et ses nefs latérales, les fondations de nombreuses habitations, divers débris, dallages, pavages, tuiles, des mosaïques, des armes, des monnaies romaines, restes d'une ville brulée. Dufourcet y fit des fouilles et estima que cette ville devait être composée d'un groupe de villas gallo-romaines construites à proximité du camp permanent occupé aujourd'hui par les jardins du château.
- Labastide-d'Armagnac : villa gallo-romaine de Géou[6].
- Layrac : villa gallo-romaine d'Hilarius.
- Lescar : villa gallo-romaine.
- Lespignan : villa Vivios. Un opus signinum revêt le sol de l'une des pièces de cette villa.
- Loupiac : villa gallo-romaine de Loupiac.
- Loupian : villa gallo-romaine[7]. Les mosaïques de Loupian relèvent de deux sources stylistiques distinctes. Les pavements des salles de réception évoquent par bien des aspects les réalisations de l’Aquitaine de l’Antiquité tardive. On note une prédilection pour les motifs naturalistes, avec une prépondérance pour la vigne, comme ornement de remplissage ou décor principal. Dans le triconque, ils sont associés à des figures à valeur allégorique comme la frise de cornes d’abondance de l’abside, ou bien avec une représentation architecturale, les colonnes d’un portique dans la salle principale. Les pièces secondaires offrent des compositions du style arc-en-ciel, qui se développe en Syrie à partir de la fin du IVe siècle. Treize pièces conservent des mosaïques.
- Lussas-et-Nontronneau : villa gallo-romaine de Nontronneau.
- Martres-Tolosane : villa romaine de Chiragan.
- Moissac : villa gallo-romaine.
- Montcaret : villa gallo-romaine[8],[9].
- Moncrabeau : villa romaine de Bapteste.
- Montmaurin : villa gallo-romaine.
- Montréal-du-Gers : villa gallo-romaine de Séviac. Palais du Bas-Empire romain de 6 500 m2, qui abritait à l'époque une famille d'aristocrates, doté de tapis de mosaïques polychromes et de vastes thermes privés.
- Nérac : ruines romaines de Nérac.
- Nissan-lez-Ensérune : villa gallo-romaine de La Vernède[10],[11].
- Plassac: vestiges de trois villas gallo-romaines, musée sur le site.
- Pujo-le-Plan : villa gallo-romaine des Bignoulets. Mosaïques découvertes dans les jardins du presbytère et au chevet de l'église Saint-Martin de Pujo-le-Plan, « décors de rinceaux végétaux en feuilles d'acanthe, une composition linéaire géométrique ainsi que des octogones irréguliers, sécants et adjacents par les grands côtés, déterminant des carrés et des hexagones oblongs. Le décor est réalisé à l'aide de tesselles de 0,5 à 1,5 centimètre de côté faites de matériaux divers (roches calcaires, ophite, marbre et terre cuite) dont la palette colorée comprend du noir, blanc, rouge-orangé, rose, jaune clair, et foncé, vert, gris sombre, gris clair, et gris bleuté »[12].

- Saint-Sever : villa du Gleyzia d'Augreilh. « Les mosaïques médiévales de Saint-Sever et de Sorde-l'Abbaye sont les plus anciennes du groupe de pavements romans du Sud-Ouest de la France. Elles sont très proches l'une de l'autre par le style et se caractérisent par le déploiement d'un important décor végétal qui couvre la presque totalité du  pavement. De nombreux motifs sont empruntés aux mosaïques régionales de l'Antiquité tardive. »[13].
- Samadet : villa gallo-romaine Crédita, sur le site de Saint-Julien.
- Sarbazan : villa gallo-romaine de Servatius, au lieu-dit de Mouneyres. Mosaïques récoltées en dépôt à l'abbaye d'Arthous.
- Serres-Gaston : villa gallo-romaine.
- Sorde-l'Abbaye :
  - villa gallo-romaine de la maison des abbés de l'abbaye Saint-Jean de Sorde. Le dessin de ces mosaïques est très proche de celui de la mosaïque de Brocas.
  - villa gallo-romaine de Barat-de-Vin, dont une partie des mosaïques sont conservées à l'abbaye d'Arthous[14].
- Valentine : villa gallo-romaine de Nymfius.

Mosaïques de la villa gallo-romaine de Séviac de Montréal-du-Gers
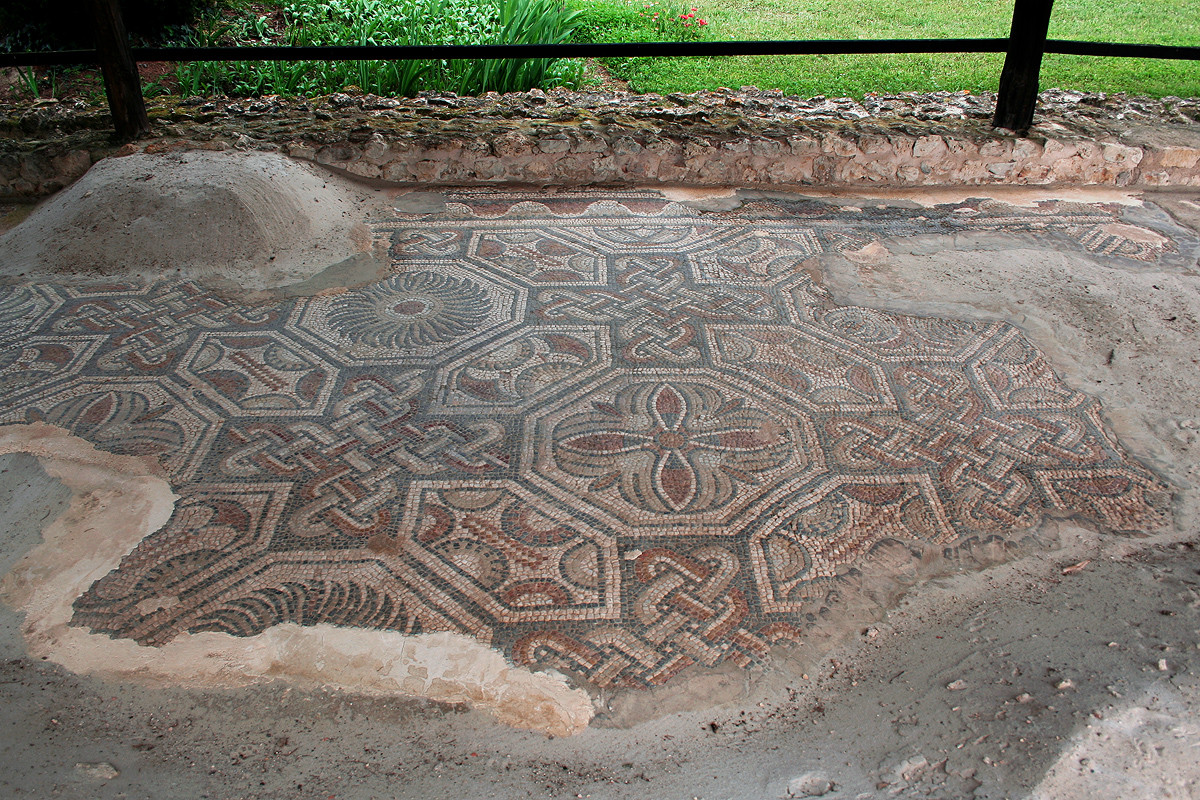
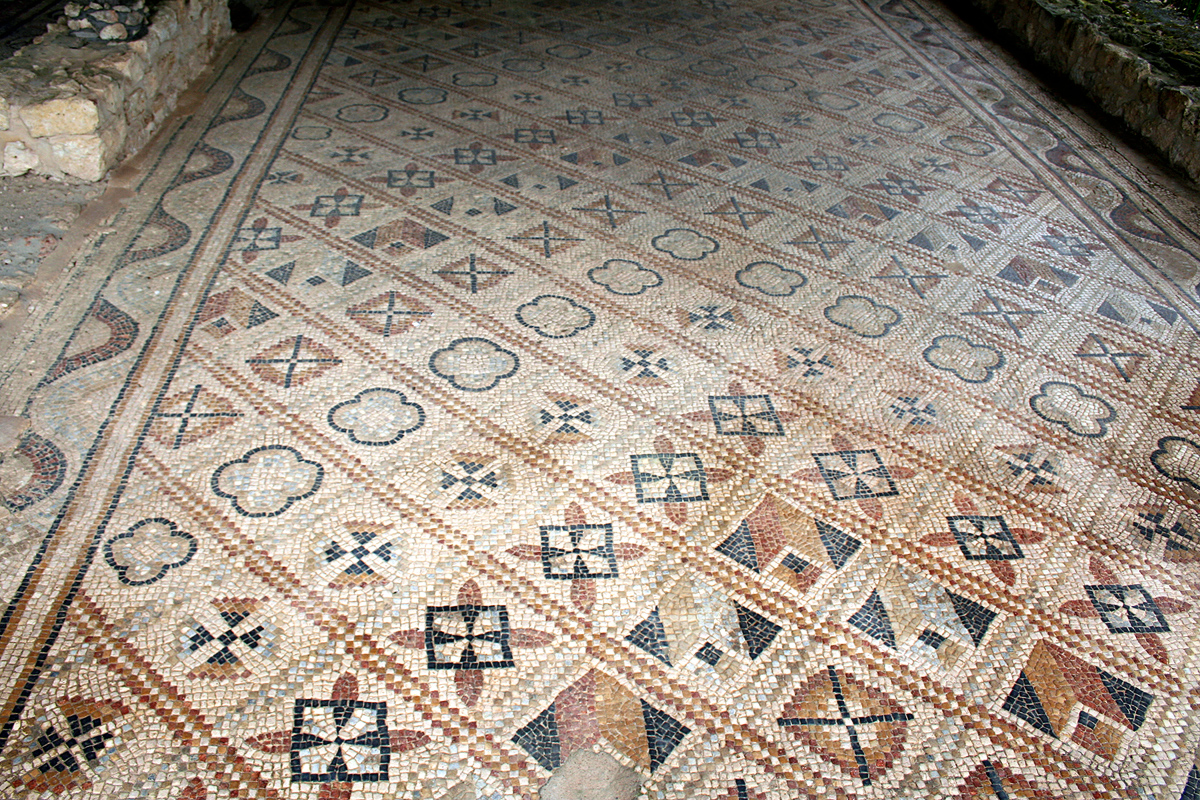
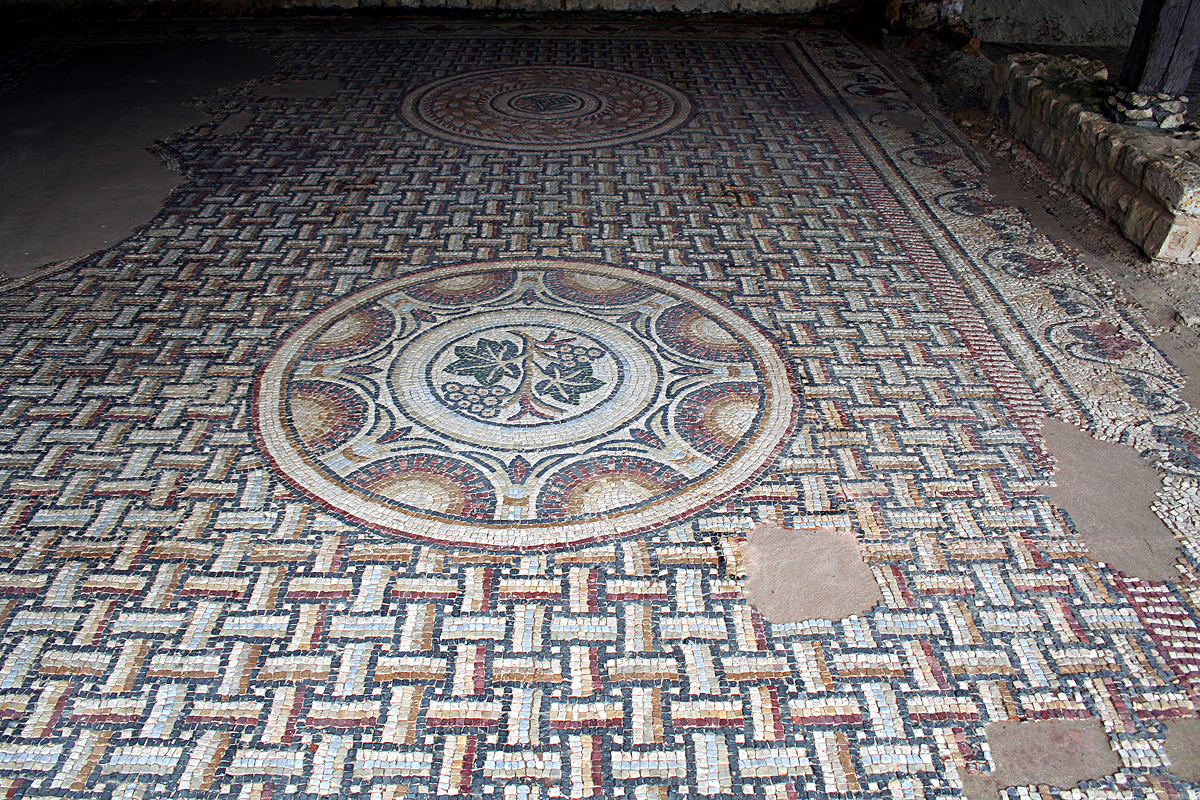
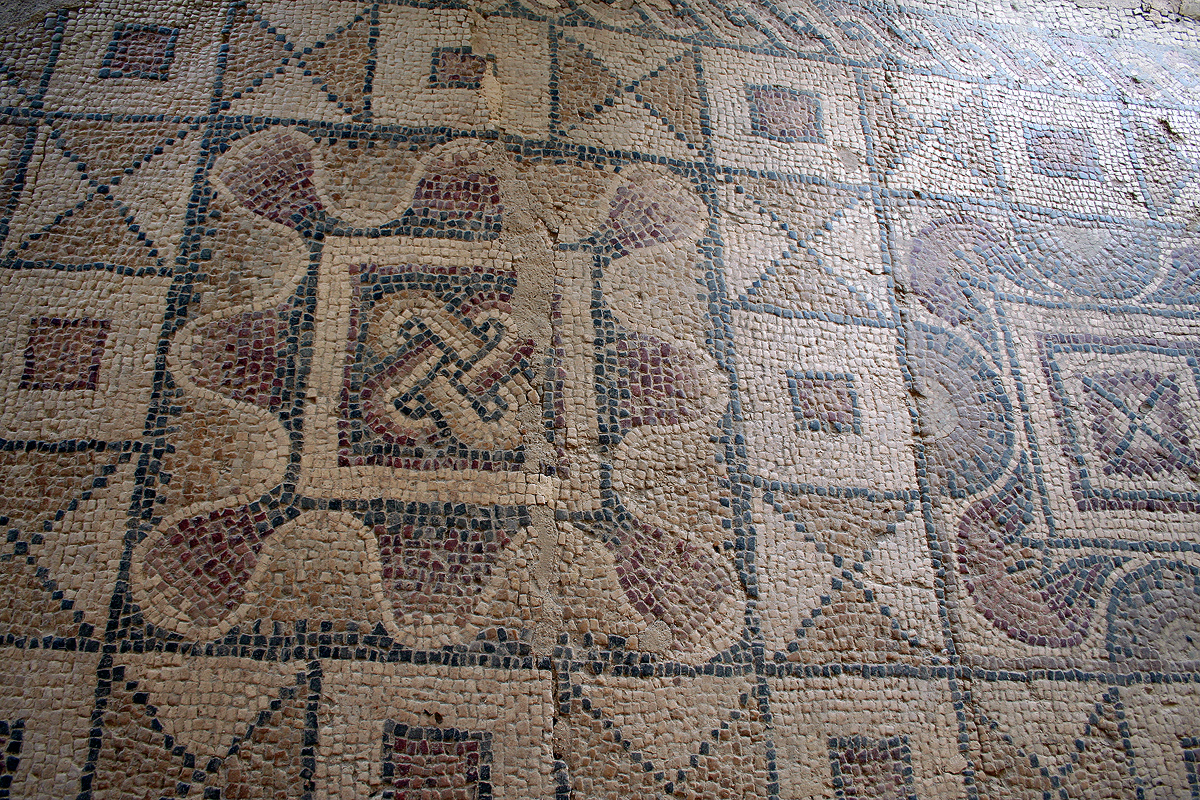

Mosaïques du choeur de l'église abbatiale à Sorde-l'Abbaye
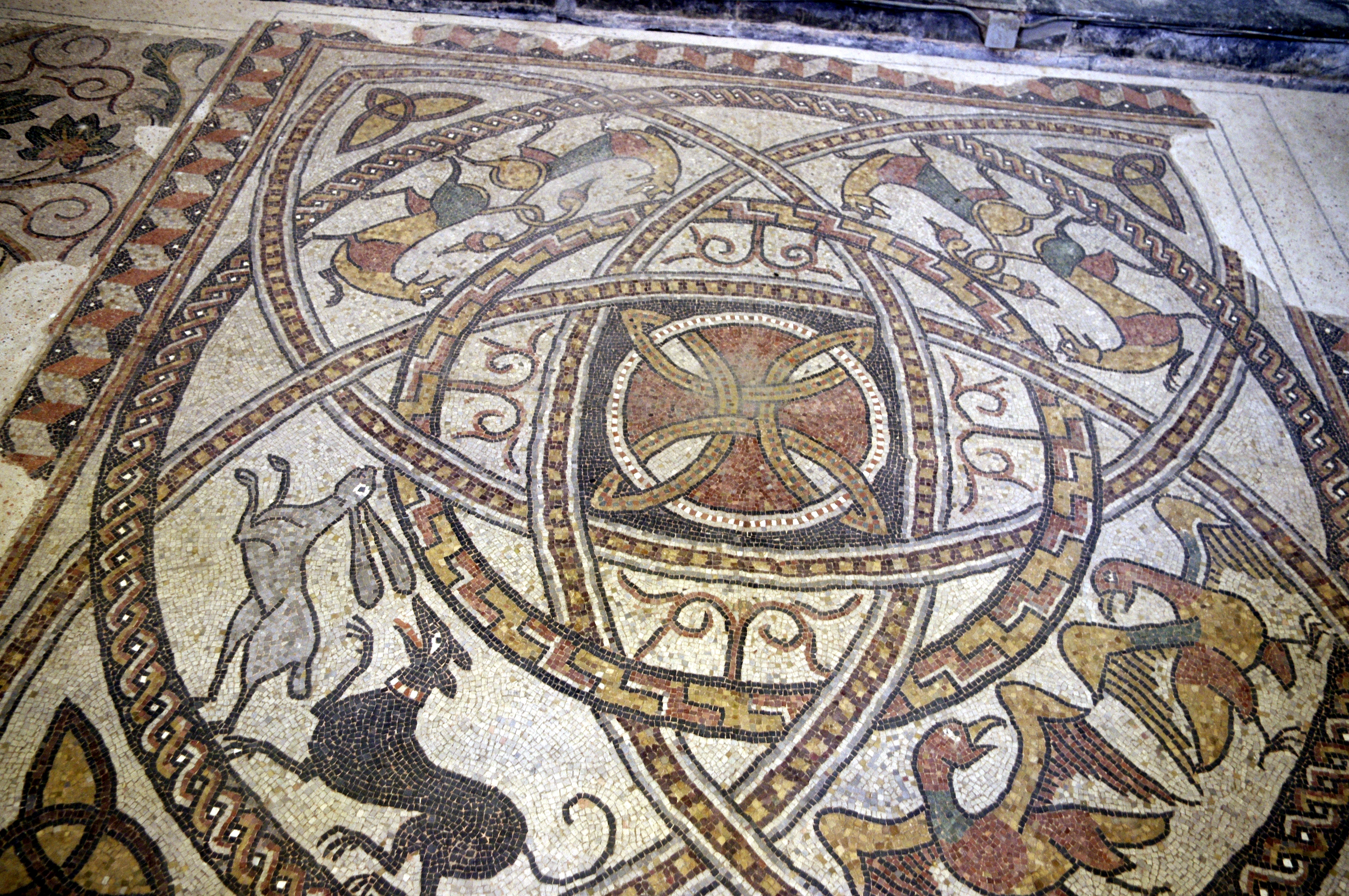
Mosaïque romane dans le chœur de l'église. Un chien poursuivant un lièvre, deux aigles, deux paires de félins les queues entrelacées et au centre une rosace géométrique.
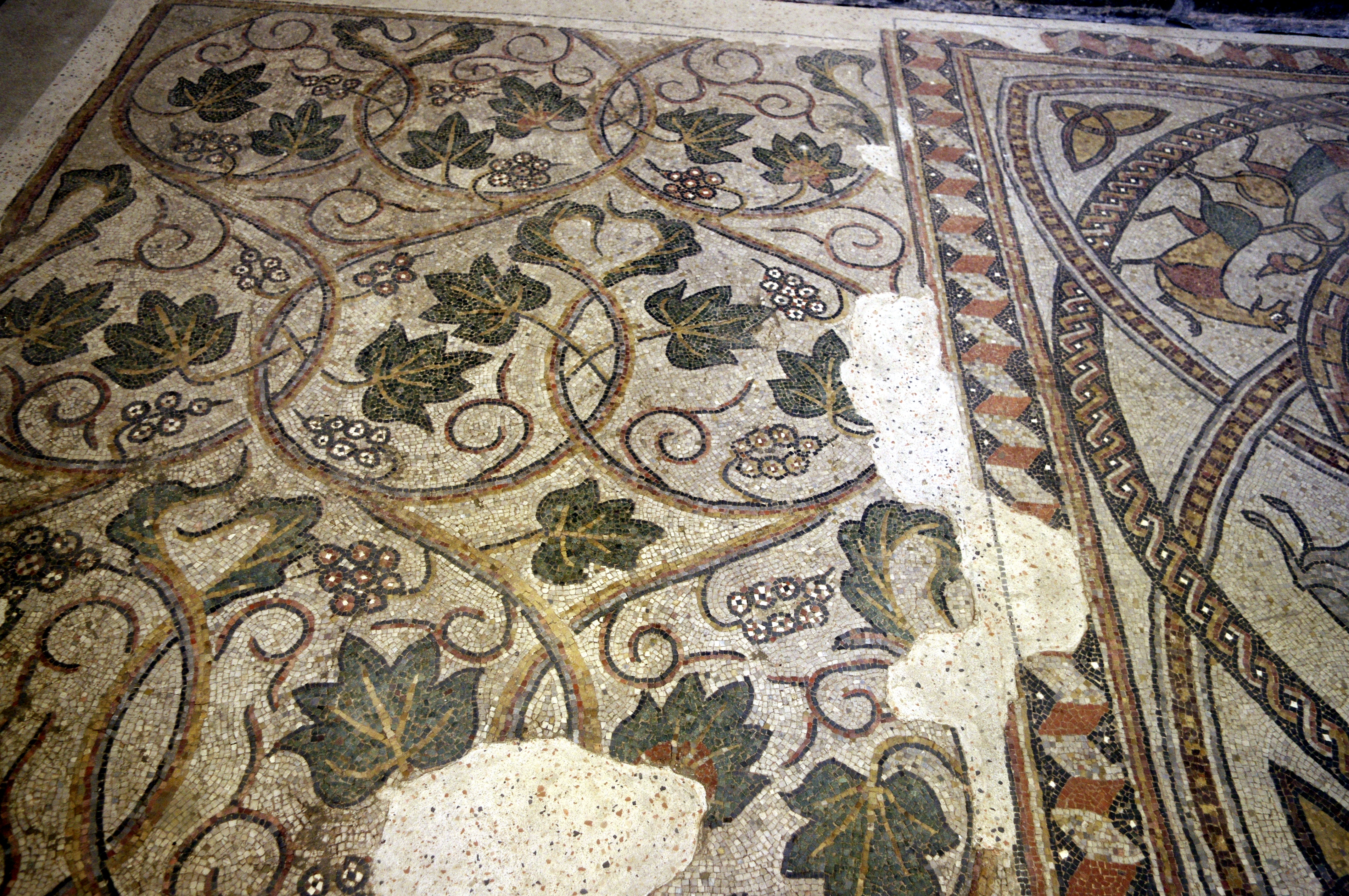
Entrelacs de rinceaux de vigne. À droite, un bout du panneau suivant représentant des animaux.
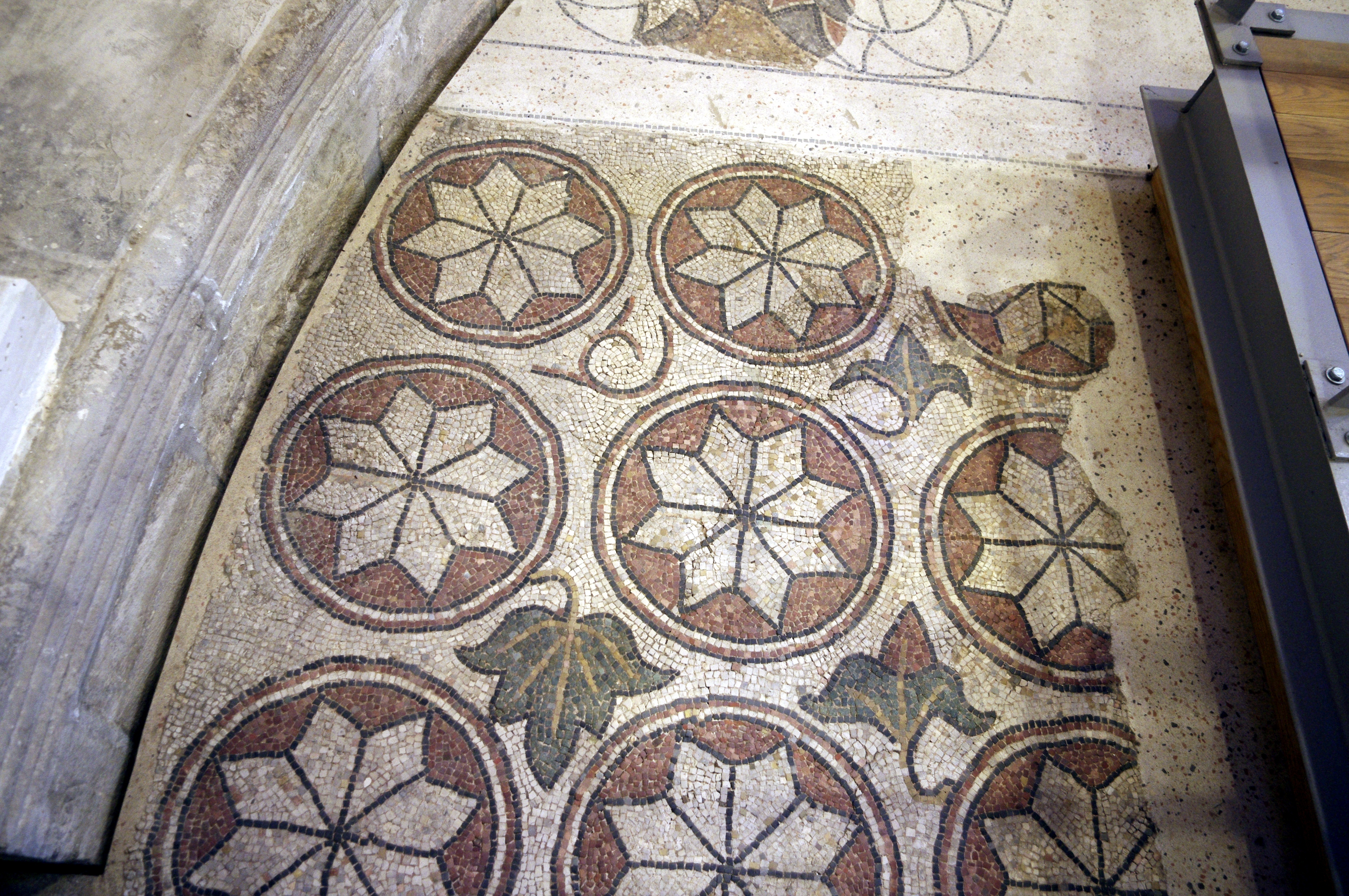
Cercles ornés d'étoiles à huit branches et feuilles de vigne.